# Command & Conquer: Red Alert 3 – Commander’s Challenge
Command & Conquer: Red Alert 3 – Commander’s Challenge – poboczna odsłona trzeciej części Command & Conquer: Red Alert. Za opracowanie Commander’s Challenge odpowiada oddział Electronic Arts z Los Angeles. Studio w przeszłości przygotowało takie gry jak: Medal of Honor: Airborne, czy Boom Blox. Gra na Xboksa 360 została wydana w Europie, Stanach Zjednoczonych oraz w Polsce 16 września 2009 roku, na PlayStation 3 gra w Europie i Polsce ukazała się 17 września 2009 roku, a w Stanach Zjednoczonych 24 września 2009 roku.

## Rozgrywka
Gracz wciela się w dowódcę, który sprawuje kontrolę nad jednostkami, prowadzi potyczki, rozbudowuje bazę i zbiera surowce. Do Command & Conquer: Red Alert 3 – Commander’s Challenge przygotowano 50 scenariuszy. Gracz może wcielić się w jedną z trzech frakcji z uniwersum Red Alert. Odblokowywanie gry umożliwia wykonanie zadań, otrzymywanie nagród, oraz technologii. Przygotowano 11 nowych jednostek są to m.in. Giga Fortress, Desolatorzy i Krio Legioniści.